# Любимово (Омская область)
Любимово — деревня в Тарском районе Омской области России. Входит в состав Орловского сельского поселения.

## История
Основана в 1656 г. В 1928 г. состояла из 40 хозяйств, основное население — русские. Центр Любимовского сельсовета Нижне-Колосовского района Тарского округа Сибирского края.

## Население
| 1926 | 2002 | 2010 |
| ---- | ---- | ---- |
| 229  | ↘26  | ↘14  |